# Daglas Hejg
Daglas Hejg (engl. Douglas Haig, 1st Earl Haig; 19. jun 1861 — London, 29. januar 1928) bio je britanski oficir i feldmaršal. U Prvom svetskom ratu od 1915. bio je vrhovni komandant britanskih snaga u Francuskoj (Zapadni front).